# Nezłamne (rejon chersoński)
Nezłamne (ukr. Незламне) – osiedle na południu Ukrainy, w obwodzie chersońskim, w rejonie chersońskim. W 2001 roku liczyło 241 mieszkańców. Do 2024 roku nosiło nazwę Perwomajśke.